# San Francisco Zapotitlán
San Francisco Zapotitlán – miasto na południowym zachodzie Gwatemali, w departamencie Suchitepéquez. Według danych statystycznych z 2002 roku liczba mieszkańców wynosiła 10 458 osób. 
San Francisco Zapotitlán leży około 8 km na północny zachód od stolicy departamentu – miasta Mazatenango. Miejscowość leży na wysokości 573 metrów nad poziomem morza, w górach Sierra Madre de Chiapas. 

## Gmina San Francisco Zapotitlán
Miejscowość jest także siedzibą władz gminy o tej samej nazwie, która jest jedną z dwudziestu gmin w departamencie. W 2013 roku gmina liczyła 19 833 mieszkańców. Gmina jak na warunki Gwatemali jest mała, a jej powierzchnia obejmuje 60 km². Mieszkańcy gminy utrzymują się głównie z uprawy roli i rzemiosła artystycznego. W rolnictwie dominuje uprawa krzewów kawowca i bananów. 
Klimat gminy jest równikowy, według klasyfikacji Köppena, należy do klimatów tropikalnych monsunowych (Am), z wyraźną porą deszczową występującą od maja do października.